# Vladimir Malachov (schaker)

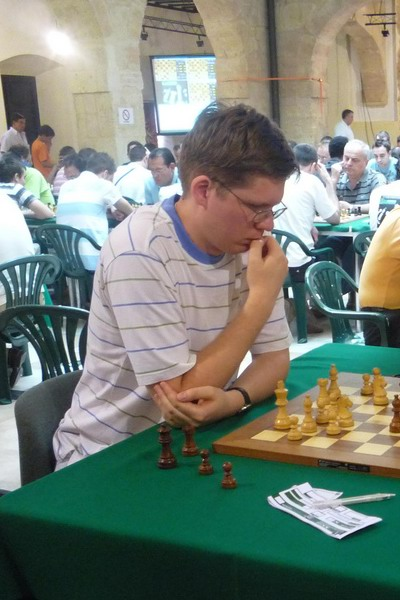
Vladimir Malachov tijdens Villarrobledo 2008

Vladimir Nailjevitsj Malachov (Russisch: Владимир Наильевич Малахов) (Ivanovo, 27 november 1980) is een Russische schaker en part-time kernfysicus. Hij is een grootmeester (GM). Hij was lid van het Russische team dat in 2009 het Wereldkampioenschap schaken voor landenteams won. 

## Resultaten
In 1980 werd Vladimir Malachov geboren in Ivanovo. Toen hij vijf jaar oud was leerde zijn vader hem schaken, toen hij zeven was nam hij voor het eerst deel aan een toernooi. 
- In 1992 won hij het jeugdkampioenschap van Rusland in de categorie tot 12 jaar.
- In 1993 won hij in Bratislava het Wereldkampioenschap schaken voor jeugd in de categorie tot 14 jaar.[2]
- In 1995 werd hij Internationaal Meester (IM), in 1998 grootmeester.
- Bij het FIDE Wereldkampioenschap schaken bereikte hij in 2000 en in 2004 de tweede ronde.
- Hij werd in 2003[4] en in 2009[5] tweede op het Europees kampioenschap schaken.
- Op 26 augustus 2005 werd in Moskou het Moskou blitz open gespeeld dat met 14 punten uit 19 ronden door Aleksandr Morozevitsj gewonnen werd. Malachov eindigde met 12.5 punt op een gedeelde derde plaats.
- In 2006 werd hij gedeeld eerste met Liviu Dieter Nisipeanu en Magnus Carlsen op het Bosnië International toernooi (categorie 17) in Sarajevo.[6]
- Malachov eindigde in the top 10 bij de Wereldbeker schaken 2005, waarmee hij zich kwalificeerde voor het kandidatentoernooi voor het WK 2007 dat werd gespeeld in mei–juni 2007.[7][8] Hij werd in ronde 1 uitgeschakeld, door met 3½–1½ te verliezen van Aleksandr Grisjtsjoek.
- In 2007 won hij het derde "Tournament of the Stars" in Benidorm.[9]
- Hij won in 2009 in Warschau het Europees kampioenschap rapidschaak.[10]
- Malachov versloeg in de Wereldbeker schaken 2009 achtereenvolgens Bassem Amin, Ilia Smirin, Pavel Eljanov, Wesley So en Peter Svidler en bereikte daarmee de halve finale, waarin hij werd uitgeschakeld door de latere nummer twee Roeslan Ponomarjov. Hiermee kwalificeerde hij zich voor de Wereldbeker schaken 2011, waar hij in de eerste ronde werd  uitgeschakeld door Rubén Felgaer.
- In september 2012, werd hij in Moskou tweede bij het blitzkampioenschap; de winnaar was Alexander Morozevich.[11]
- In 2012 eindigde hij met 8 pt. uit 11 op een gedeelde tweede plaats, derde na tiebreak, op het EK, waarmee hij zich kwalificeerde voor de Wereldbeker schaken 2013.[12] In het toernooi om de wereldbeker versloeg hij Eric Hansen en Laurent Fressinet, waarna hij in ronde 3 werd uitgeschakeld door Fabiano Caruana.
- In 2013 werd hij gedeeld eerste, tweede na tiebreak, in het 2e Vladimir Petrov Memorial, een rapidschaak-toernooi, gehouden in Jūrmala, Letland.[13]
- In 2014 werd hij tweede, achter Vasyl Ivantsjoek, op het open rapidtoernooi van de Letse spoorwegen, gehouden in Riga.[14]
- In 2015 won hij het Vladimir Petrov Memorial blitzschaak-toernooi.[15]

## Nationale team
In 2009 was hij lid van het Russische team bij het WK landenteams. Het team won, Malachov scoorde 5 pt. uit 7, wat de beste prestatie aan het vijfde bord was.
Malachov speelde in 2010 aan het reservebord voor het Russische team dat in Chanty-Mansiejsk de zilveren medaille won op de 39e Schaakolympiade.

## Schaakverenigingen
In de Russische competitie speelde Malachov van 2001 tot 2004 voor Norilski Nikel Norilsk, waarmee hij vier keer tweede werd en in 2001 goud behaalde op de European Club Cup,, in 2005 voor Schachföderation Moskau, van 2006 tot 2009 voor Ural Jekaterinburg, waarmee hij in 2006 en in 2008 kampioen werd en in 2008 de European Club Cup won, van 2010 tot 2012 voor Jugra Chanty-Mansijsk en sinds 2013 voor Malachit Oblast Swerdlowsk, waarmee hij in 2014 kampioen van de competitie werd en in 2013 tweede werd op de 29e European Club Cup. 
 
In de Chinese competitie speelde hij van 2008 tot 2010 voor Zhejiang, in 2011 voor Chengdu Bank en sinds 2012 voor het team van Tianjin Nankai University, waarmee hij in 2013 kampioen van de Chinese competitie werd. In de Zwitserse bondscompetitie speelde hij van 2012 tot 2014 voor Schachklub Réti Zürich en werd daarmee in 2013 en 2014 Zwitsers kampioen. In de Franse Top 16 speelde hij in 2004 en 2006 voor C.E.M.C. Monaco, in 2017 voor Club de Tremblay-en-France en in 2019 voor Metz Fischer. In de Spaanse competitie speelde Malachov in 2004 en 2007 voor CA Intel-Tiendas UPI Mancha Real, waarmee hij in 2004 kampioen werd, in 2005 en 2009 voor CA Reverté Albox, waarmee hij in 2005 kampioen werd. In Duitsland speelt hij sinds seizoen 2016/17 bij SC Viernheim, aanvankelijk in de tweede klasse van de bondscompetitie, sinds 2018 in de eerste klasse. 

## Persoonlijk leven
Beide ouders van Malachov zijn natuurkundigen; zijn vader is onderzoeker, zijn moeder is docent aan een universiteit in Doebna. Malachov is part-time kernfysicus en vader van twee kinderen.

## Externe koppelingen
- (en)   Informatie over schaakpartijen van Vladimir Malachov op ChessGames.com
- (en)   Informatie over schaakpartijen van Vladimir Malachov op 365chess.com
- (en)  FIDE-ratinggegevens voor Vladimir Malachov